# Palácio de Carlos V

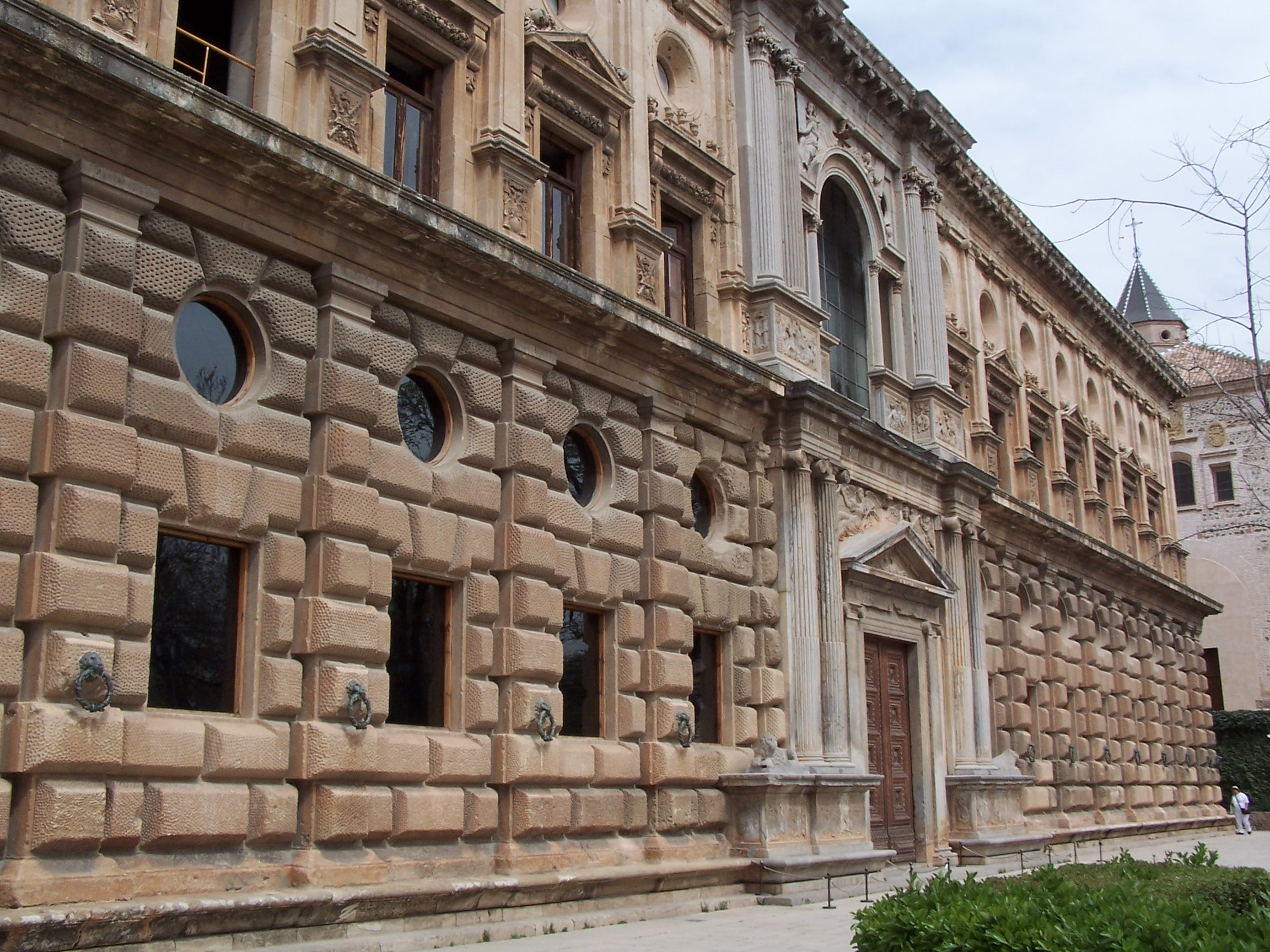
O Palácio de Carlos V.

O Palácio de Carlos V, de Granada, Espanha, é uma construção renascentista situada na colina de la Alhambra.
Tem principios da arquitectura de Bramante.
O claustro tem planta circular; o segundo piso concluído no séc XX; colunas de ordem jónica com base simples; intercolúnio mais pequeno, ou seja colunas mais juntas, tendência maneirista.
O seu estilo obedeceu à estética do Renascimento mas com alguns elementos inovadores de influência Maneirista.